# La Esperanza (Teksas)
La Esperanza je naseljeno mjesto za statističke potrebe u američkoj saveznoj državi Teksas. Prema popisu stanovništva iz 2010. u njemu je živjelo 229 stanovnika.